# Casalbuttano ed Uniti
Casalbuttano ed Uniti est une commune italienne de la province de Crémone dans la région Lombardie en Italie.

## Administration
| Période                                  | Période  | Identité       | Étiquette     | Qualité |
| ---------------------------------------- | -------- | -------------- | ------------- | ------- |
| 2009                                     | En cours | Donato Daldoss | Centro Destra |         |
| Les données manquantes sont à compléter. |          |                |               |         |

### Communes limitrophes
Bordolano, Casalmorano, Castelverde, Castelvisconti, Corte de' Cortesi con Cignone, Olmeneta, Paderno Ponchielli, Pozzaglio ed Uniti